# V星入侵
《V星入侵》（英語：V）是一套美國科幻電視連續劇，在2009年11月3日首播於美國廣播公司（ABC）。本劇由肯尼斯·約翰遜所創作，是1983年迷你劇的重製版本，他亦是原版的創始人。本劇的主要演員是伊麗莎白·蜜雪兒和莫蓮娜·芭卡琳，而執行製作人有斯科特·羅森巴姆、伊維斯·西蒙尼奧、斯科特·彼特斯、史蒂夫·皮爾曼和賈斯·霍爾。本劇由The Scott Peters Company、HDFilms和華納兄弟電視公司製作。
本劇是基於前系列的宇宙觀，但賦予了新的劇情。V星入侵講述一群擁有先進科技的外星人，偽裝和平抵達地球，卻實際上懷有邪惡動機對付人類。人類和外星人之中，出現一群反抗者名為第五縱隊（The Fifth Column），劇情就是主要圍繞第五縱隊、人類和V星人之間的衝突及陰謀。
在2010年5月13日，ABC續訂《V星入侵》的第二季，計劃於來年1月4日首播。至2011年3月15日，第二季播映了第10集，完結了整季的放送。2011年5月13日，ABC宣布《V星入侵》將被取消。。

## 劇情大綱
同一天內，世界29座大型城市上空都各被一艘巨型宇宙飛船佔據著。這群外星人（稱為Visitors，劇中簡稱V）的最高領導，富有魅力的Anna（莫蓮娜·芭卡琳 飾演），向世人宣佈他們持和平而來。V星人希望分享他們先進的科技及知識，以換取地球一些資源。然而，一小撮的人類對表示懷疑，FBI反恐探員Erica Evans（伊麗莎白·蜜雪兒 飾演）偶然間發現這些外星人原來是類人的爬蟲動物。他們披著人類的皮囊，花了幾十年時間滲透人類各重大政府、商業和宗教機構之中。而現在正是他們開始實施入侵地球的最後一步。
Erica遂加入反抗組織，最初她的戰友包括了Ryan、Jack及Georgie。Ryan（莫瑞·錢斯諾 飾演）原是一名V星人派往地球的間諜，不過後來隨時間被人類感情所同化，意圖拯救人類；Jack（喬爾·格瑞許 飾演）是一名神父，認為要阻止人們遺忘上帝、轉向V星人；Georgie（大衛·瑞奇蒙－派克 飾演）的家人被外星人所殺，他為求復仇而對抗V星人。除了要抗衡強大的V星人外，更加妨礙他們的是不知內情的普通人。V星人帶來了豐厚的醫學知識，治癒許多不治之症的患者，逐漸嬴得人類的歡心及擁戴。V星人的舉動為求塑造他們是拯救者的形象，牢牢地建立在很多人心中，並招攬了大量地球的年輕人，包括Erica的獨子Tyler（盧根·荷夫曼 飾演），利用他們的無知進行間諜偵查。另外，Anna更與電視主播Chad（斯科特·沃爾夫 飾演）合作，正面宣傳V星人，嬴得地球人的支持。

## 人物角色

### 主要角色
- 伊麗莎白·蜜雪兒（英语：Elizabeth Mitchell） 飾演 Erica Evans：一位FBI反恐探員。同時身為第五縱隊成員，以及全球第五縱隊的領袖。
- 莫瑞·錢斯諾 飾演 Ryan Nichols：一名偽裝成人類的V星人。也是第五縱隊成員，屢次協助破壞V星人的計劃。後來因為他與人類Valerie所生的混種女兒被Anna脅持為人質，於是無奈背叛戰友。最終在第二季季末試圖拯救女兒Amy時，被認賊作母的Amy勒頸殺害。
- 喬爾·格瑞許（英语：Joel Gretsch） 飾演 神父Jack Landry：一位天主教神父和前美軍牧師。他與Erica發現V星人的秘密後結盟對付V星人。後來他反V星人的觀點與梵蒂岡相違背，終使他被奪去神父資格。
- 盧根·荷夫曼（英语：Logan Huffman） 飾演 Tyler Evans：Erica的兒子、V星人的和平大使和Liza的男朋友。他被V星人的表面善行所騙，以為對方來意善良，漸漸與反V的母親不和，倒向Anna一方。由於Erica懷孕時被V星人下手腳，造成一半DNA的喪失（目的是加入其他人類優秀基因，以便與未來女王Liza繁殖），令他父親以為Tyler並非他的親子。最終與Liza的假冒品繁殖後被殺。
- 盧爾德·貝內迪克托（英语：Lourdes Benedicto） 飾演 Valerie Stevens（第1季）：Ryan的未婚妻，不過從未發現他是外星人。她後來懷上了混種嬰兒，受到Anna追殺。在第一季季末時被俘，產下女兒後被殺。
- 勞拉·范德沃特 飾演 Lisa：V星人、第五縱隊成員。是Tyler的女友和Anna的女兒、繼承人。在第一季時因人類感情而轉投第五縱隊，抵抗及打擊她的母親。後來因未能下手刺殺Anna，遭其報復而受到囚禁，被強逼目擊她的替身與Tyler交配，以及Tyler的死亡。
- 查爾斯·梅祖（英语：Charles Mesure） 飾演 Kyle Hobbes（第1季常規角色，第2季主角之一[5]）：前英國特種空勤團（SAS）的士兵、現職僱傭兵，加入了第五縱隊。V星人可能捉拿了他的熟人，並以此威脅他。
- 莫蓮娜·芭卡琳 飾演 Anna：V星人最高領導人、女王。控制慾強、拒絕接受人類情感。她透過某種心靈感應，稱為"聖佑"（Bliss）的方法來控制V星人。
- 斯科特·沃爾夫 飾演 Chad Decker：電視台主播，後來成為V星人的地球發言人。他起初掙扎於記者道德及獨家採訪Anna的野心，後來發現到V星人的陰謀後變節加入第五縱隊。第二季末他的變節被Anna察覺，被要求登上飛船，並沒有顯示他的下場如何。

### 配角
- 基斯杜化·舒耶 飾演 Marcus：Anna的首席副官。代Anna遇刺重傷，後來康復。
- 馬克·海爾德烈斯（英语：Mark Hildreth (actor)） 飾演 Joshua：紐約飛船上醫療隊伍的指揮。在第一季時是第五縱隊成員，假裝向Anna輸誠。被殺及復活後於第二季失去記憶，重新對Anna忠心。最終恢復原來想法，重新加入第五縱隊。
- 大衛·瑞奇蒙－派克（英语：David Richmond-Peck） 飾演 Georgie Sutton（第1季）：人類反抗軍的元老之一。由於他發覺V星人的計劃，家人在V星飛船來到前很久就被殺害。為了拯救Ryan，他被Anna俘獲及要求Joshua讓他安樂死。
- Roark Critchlow（英语：Roark Critchlow） 飾演 Paul Kendrick：Erica的FBI上司。是戰神計劃成員之一。
- 瑞卡·沙爾馬（英语：Rekha Sharma） 飾演 Sarita Malik：FBI探員之一、V星人間諜。接替Erica死去拍檔Dale（同樣是V星人）。被察覺間諜身份後遭Erica的第五縱隊俘虜及殺害。
- 阿蘭·圖代克 飾演 Dale Maddox（第1季）：Erica於第一季的首名拍檔。V星人間諜之一，第一集時攻擊人類反抗軍的集會，被Erica反擊而重傷。後來被Joshua暗殺。
- Scott Hylands（英语：Scott Hylands） 飾演 神父Travis：老年神父。工作於Jack的教堂。支持V星人。
- 萊克莎·多伊格 飾演 Leah Pearlman（第1季）：V星人醫生。假裝成人類，是第五縱隊成員。保護Valerie一段時間後失手，讓Valerie被擄劫上飛船。
- 尼古拉斯·利（英语：Nicholas Lea） 飾演 Joe Evans：Erica的前夫。後來第二季時，得知Tyler被改變DNA而重修與家人舊好。在FBI與第五縱隊的交火時，作為人質於駁火中間被槍殺。
- 珍·包德勒（英语：Jane Badler） 飾演 Diana（第2季）：Anna的母親、前任女王，15年前被推翻及囚禁。Anna假裝Diana已逝世。她視人類感情和靈魂為V星人的一份大禮，力圖令Anna接受人類感情卻無果。第二季末試圖推翻Anna的統治，未能成功就被Anna從後當眾刺死。1983年版本中，V星人的領導也是名為Diana，亦是同一演員出演。
- 布萊特·哈里森 飾演 Sidney Miller（第2季）：生物演化學家。Erica藉他得知為何發生紅雨，並招攬他為第五縱隊科研人員。
- 歐迪·費爾 飾演 Eli Cohn（第2季）：前莫薩德（Mossad）特工及第五縱隊激進派的領袖。與Erica一樣，他的兒子在18年前被修改DNA，但不久夭折。他調查並發現V星人在背後，於是利用他以往的經驗及關係，組建了全球網絡的第五縱隊。在抵抗FBI進攻時，製作的炸彈被V星人引爆，當場炸死。
- 傑·卡內斯 飾演 Chris Bolling（第2季）：Erica的FBI新拍檔。曾經訓練過她。猜疑過Erica是否轉投了第五縱隊。後來揭示他是戰神計劃的一份子。
- 馬汀·康明斯（英语：Martin Cummins） 飾演 Thomas（第2季）：Anna的康科迪亞計劃（在全球538座城市建立康科迪亞大樓，表面上是交流知識，實際上是用以降落更多的飛船）的負責人。Marcus遇刺後成為Anna的首席副官。
- 歐娜·高爾（英语：Ona Grauer） 飾演 Kerry Eltoff（第2季）：與Chad合作的電視主播。毫不掩飾她反V的看法，被Anna下令剪除後，Chad用計趕走了她。
- 馬克·辛格（英语：Marc Singer） 飾演 Lars Tremont（第2季）：戰神計劃的成員之一。這個組織是由全球高級軍官及政府領導所建立，為防V星人突然入侵。Marc Singer也有參與原版V的演出，飾演Michael Donovan，反V的攝影記者。

## 外部連結
- 官方网站
- 互联网电影数据库（IMDb）上《V》的资料（英文）